# Vela (pulsar)
Vela (PSR J0835-4510 ili PSR B0833-45) je radio, optički, rendgenski i gama emitirajući pulsar povezan s ostacima Vela Supernove u zviježđu Jedro. Vrti se 11.195 puta u sekundi (tj. Razdoblje od 89,33 milisekunde - što je najkraće poznato u vrijeme njegovog otkrića), a ostatak od eksplozije supernove procjenjuje se da putuje prema vani brzinom oko 1,200 km/s. Sadrži treću najsvjetliju optičku komponentu svih poznatih pulsara (V = 23,6 mag) koja dvaput pulsira za svaki pojedini radio impuls. Vela pulsar najsvjetliji je postojani objekt na nebu s visokom energijom gama zraka.  Vela je najsvjetliji pulsar (na radio frekvencijama) na nebu.
Povezanost Vela pulsara s ostatkom Vela Supernove, koju su 1968. napravili astronomi sa sveučilišta u Sydneyu, bio je izravan opaženi dokaz da supernove formiraju neutronske zvijezde. 
Studije koje su proveli Kellogg i sur. sa svemirskim brodom Uhuru u 1970. – 71. pokazali su da su Vela pulsar i Vela X zasebni, ali prostorno povezani objekti. Izraz Vela X korišten je za opisivanje cijelog ostatka supernove. Weiler i Panagia su 1980. ustanovili da je Vela X zapravo maglica pulsarnog vjetra, koja se nalazi u tišini ostatka supernove i koju pokreće energija koju oslobađa pulsar.
Udaljena je 959 sg od Sunca. Ima prividan sjaj od 23,6.  